# BHStB IIIa5
Die Reihe IIIa5 war eine Stütztender-Verbundlokomotive mit drei Kuppelachsen und Klose-Lenkwerk in Bosnischer Spurweite der Bosnisch-Herzegowinischen Staatsbahnen (BHStB).

## Geschichte

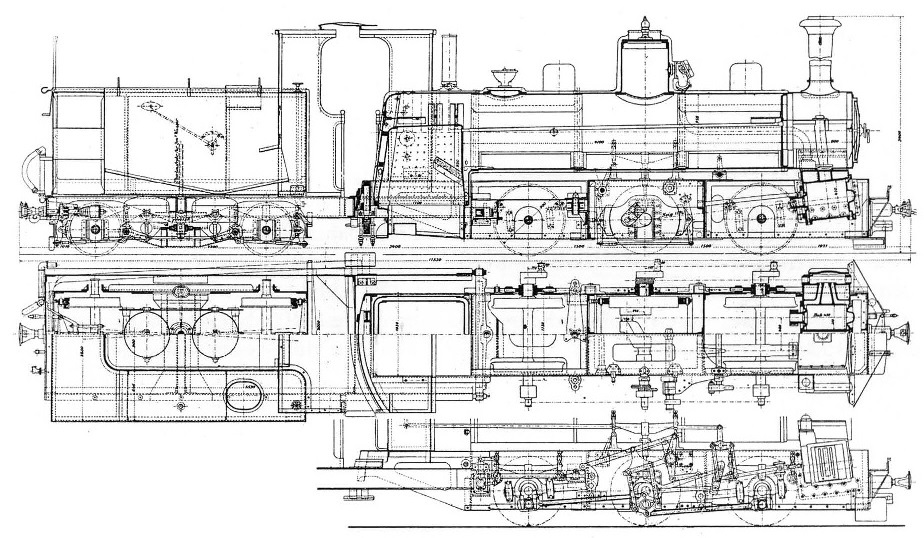
Typenskizze der IIIa5 aus der ersten Serie

Im Jahr 1896 waren die letzten Exemplare der Reihen IIa4 und IIIa4 von den Bosnisch-Herzegowinischen Staatsbahnen beschafft worden, für den zwischenzeitlich weiter angestiegenen Verkehr waren daher dringend weitere Lokomotiven notwendig. Deshalb wurde 1900 und 1901 eine erste große Serie von 45 Loks beschafft und in der Ausführung mit drei Kuppelachsen, Stütztender und Verbundtriebwerk stellten sie eine Kombination der beiden Vorgängerbaureihen dar. Wegen der im Ausgleich von 1897 festgelegten Aufteilung auf österreichische und ungarische Betriebe wurden 18 Lokomotiven von der Lokomotivfabrik Krauss in Linz und 27 von der Maschinenfabrik Weitzer in Arad gefertigt. Bei den Jugoslawischen Staatsbahnen (JDŽ) wurde diese Ausführung später als Baureihe 185 bezeichnet.

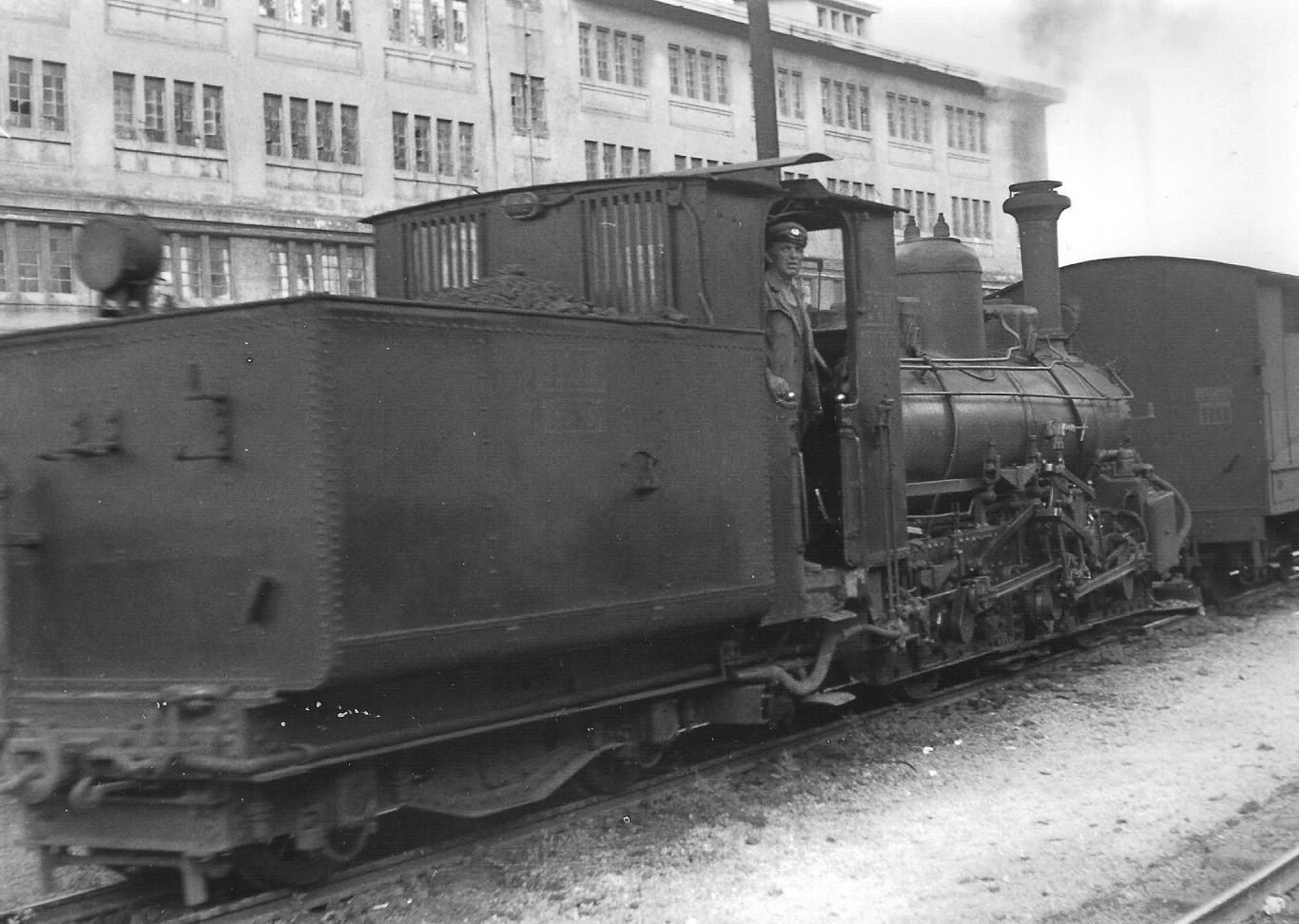
JŽ 185-007 der ersten Serie 1965 in Dubrovnik

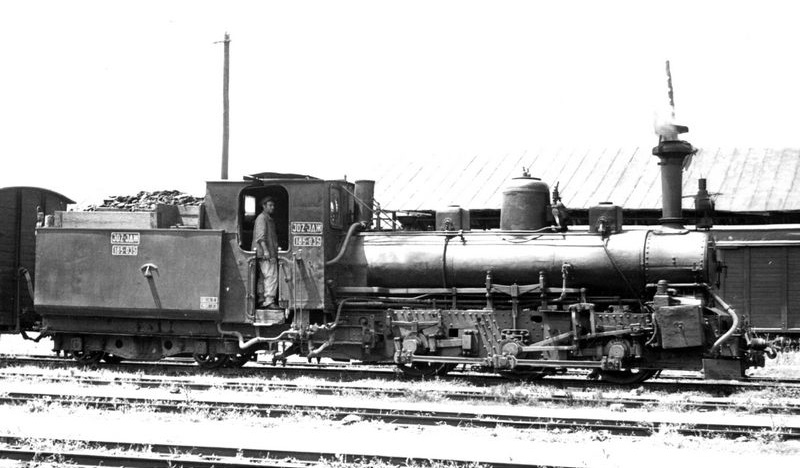
185-019 mit abgebautem Klose-Lenkwerk

Für die 1901 eröffnete Dalmatinerbahn sollten weitere 15 Lokomotiven in einer verstärkten Ausführung (spätere JDŽ-Baureihe 186) beschafft werden, 7 davon wurden 1901 und 1902 von Krauss ausgeliefert und von den BHStB ebenfalls als IIIa5 bezeichnet. Wegen eines Großbrandes in der Maschinenfabrik Weitzer verzögerte sich aber die Fertigung der restlichen 8 und die Bestellung wurde auf 4 Stück gekürzt. Letztlich wurden sie 1904 von der Budapester Maschinenfabrik (MÁVAG) fertiggestellt.
Damit waren die Lieferungen von Lokomotiven mit Klose-Lenkwerk abgeschlossen, denn zwischenzeitlich kamen ab 1903 schon die ersten Exemplare der Nachfolgebaureihe IVa5 zum Einsatz. Als Vierkuppler mit konventionellem Triebwerk und seitlich verschiebbaren Achsen wurde die spätere Reihe 83 mit insgesamt 181 Stück das Rückgrat der Zugförderung in Bosnien-Herzegowina und im späteren Jugoslawien.
Insgesamt hatten die Eisenbahnen Bosnien-Herzegowinas 99 Klose-Lokomotiven beschafft, eine einmalig hohe Anzahl. Ihre lange Einsatzdauer bis Ende der 1960er Jahre belegt, dass sie sich trotz ihres vielteiligen Triebwerks im harten Betrieb gut bewährten. Zum Ende ihrer Einsatzzeit kamen die Lokomotiven noch in untergeordneten Diensten und auch bei Industriebetrieben zum Einsatz, die fortlaufende Einstellung und Umspurung der Schmalspurstrecken machte sie letztendlich aber überflüssig. Leider blieb aber auch von diesen interessanten Lokomotiven keine erhalten, ein Schicksal aller Loks mit Klose-Lenkwerk. Der hohe Schornstein und der markante Auspuffschlag des Zweizylinder-Verbundtriebwerks verhalf der Reihe IIIa5 zum Übernamen Top (Kanone).

## Konstruktive Merkmale

### Erste Bauserie (spätere JDŽ-Baureihe 185)
Um 1900 lag die zulässige Achslast auf dem Schmalspurnetz allgemein noch bei 6,5 Tonnen, abgesehen von den Zahnstangenabschnitten. Dadurch war man in Bezug auf eine Leistungssteigerung dementsprechend eingeschränkt, durch die Verlegung der Vorräte auf den Stütztender mit zweiachsigem Drehgestell konnte aber zumindest die dauernd verfügbare Reibungsmasse erhöht werden. Im Zuge dessen wurde der Wasservorrat mehr als verdoppelt und auch der Kohlebunker wurde vergrößert.
Der grundsätzliche Aufbau mit drei Achsen in einem Außenrahmen und der nahezu gleiche Kessel wurde von der Reihe IIIa4 übernommen. Um dennoch die Leistung etwas steigern zu können, wurden im Innentriebwerk zwei Zylinder in Verbundwirkung eingebaut sowie der Kesseldruck von 12 auf 13 atü erhöht. Damit und durch die höhere Effizienz der zweifachen Dampfdehnung ergab sich eine kleine Leistungssteigerung von etwa 20 bis 30 PSi, trotz der geringeren Höchstgeschwindigkeit. Weiters wurde die Stephenson-Steuerung durch eine der Bauart Allan ersetzt, welche die nunmehr rechteckigen Schieber mit vertikalem Schieberspiegel antrieb.
Der Aufbau des Klose-Lenkwerks und der Achsstand von 3.000 mm wurde weitgehend von der IIIa4 übernommen. Die spurkranzlose Treibachse war ebenso fest im Rahmen gelagert, allerdings war die Kropfachse etwas verstärkt ausgeführt. Die beiden radial einstellbaren Kuppelachsen wurden über ein Hebelwerk vom Stütztender entsprechend der Auslenkung bei Bogenfahrt eingestellt. Über ein ebenfalls damit verbundenes doppeltes Hebelparallelogramm wurde der auf dem Treibzapfen befindliche Differentialkopf entsprechend verdreht und dadurch die wirksame Länge der Kuppelstangen passend hergestellt.

### Zweite Bauserie (spätere JDŽ-Baureihe 186)
Die im Juli 1901 eröffnete Dalmatinerbahn wurde schon mit einem stärkeren Oberbau für eine Achslast von 8 Tonnen errichtet. Entsprechend konnte die zweite Bauserie mit deutlich mehr Heizfläche und größeren Zylinderdurchmessern ausgeführt werden. Für die lange und steigungsreiche Bahn im wasserarmen Karst wurden die Vorräte weiter vergrößert. Ein weiterer Detailunterschied wird beim oberen Differentialkopf des Klose-Triebwerks auffällig, im Unterschied zu den Vorgängerlokomotiven war er vier- statt dreiarmig ausgeführt. Die sonst weit verbreitete Hebelumsteuerung wurde durch eine Steuerspindel ersetzt.

### Ausbau der Klose-Mechanismen und weiterer Verbleib
In den 1920er und 30er Jahren wurde bei einigen Lokomotiven das aufwendige Klose-Lenkwerk durch einfache Kuppelstangen ersetzt. Dazu bekam die Treibachse Spurkränze, die vordere Kuppelachse wurde im Rahmen fest gelagert und die hintere erhielt etwas seitliches Spiel. Davon unbeeindruckt blieben aber auch nicht umgebaute Lokomotiven bis zur endgültigen Ausmusterung im Einsatz.
Von der JDŽ wurden 1933 sämtliche Klose-Lokomotiven mit einer Baureihennummer größer als 100 eingereiht, dieser Bereich war eigentlich für die baldige Ausmusterung vorgesehen. Trotzdem kamen sie in der Folge auch auf den recht anspruchsvollen Strecken Split–Sinj und zwischen Mladenovac und Lajkovac zum Einsatz. Und entgegen ihrer Einstufung waren sie bis Ende der 1960er Jahre immer noch weit verbreitet anzutreffen, wohingegen die sächsischen und württembergischen Klose-Lokomotiven bereits in den 30er Jahren ausgemustert wurden.

## Lokomotivliste
| Hersteller             | Fabriks- Nummer       | Baujahr               | BHStB-Nr. BHLB-Nr. SHS-Nr. | JDŽ-Nr. ab 1933       | Verbleib              | ausgemustert          |
| Erste Serie (JDŽ 185)  | Erste Serie (JDŽ 185) | Erste Serie (JDŽ 185) | Erste Serie (JDŽ 185)      | Erste Serie (JDŽ 185) | Erste Serie (JDŽ 185) | Erste Serie (JDŽ 185) |
| ---------------------- | --------------------- | --------------------- | -------------------------- | --------------------- | --------------------- | --------------------- |
| Krauss/Linz            | 4216                  | 1900                  | IIIa5 301                  | 185-001               |                       |                       |
| Krauss/Linz            | 4217                  | 1900                  | IIIa5 302                  | 185-002               |                       |                       |
| Krauss/Linz            | 4218                  | 1900                  | IIIa5 303                  |                       |                       |                       |
| Krauss/Linz            | 4219                  | 1900                  | IIIa5 304                  | 185-004               |                       |                       |
| Krauss/Linz            | 4220                  | 1900                  | IIIa5 305                  | 185-005               |                       |                       |
| Weitzer/Arad           | 83                    | 1900                  | IIIa5 306                  | 185-006               |                       |                       |
| Weitzer/Arad           | 84                    | 1900                  | IIIa5 307                  | 185-007               |                       |                       |
| Weitzer/Arad           | 85                    | 1900                  | IIIa5 308                  | 185-008               |                       |                       |
| Krauss/Linz            | 4366                  | 1900                  | IIIa5 309                  | 185-009               |                       |                       |
| Krauss/Linz            | 4367                  | 1900                  | IIIa5 310                  | 185-010               |                       |                       |
| Krauss/Linz            | 4368                  | 1900                  | IIIa5 311                  | 185-011               |                       |                       |
| Weitzer/Arad           | 86                    | 1900                  | IIIa5 312                  | 185-012               |                       |                       |
| Weitzer/Arad           | 87                    | 1900                  | IIIa5 313                  | 185-013               |                       |                       |
| Weitzer/Arad           | 91                    | 1900                  | IIIa5 314                  | 185-014               |                       |                       |
| Weitzer/Arad           | 92                    | 1900                  | IIIa5 315                  | 185-015               |                       |                       |
| Weitzer/Arad           | 93                    | 1900                  | IIIa5 316                  | 185-016               |                       |                       |
| Weitzer/Arad           | 94                    | 1900                  | IIIa5 317                  | 185-017               |                       |                       |
| Weitzer/Arad           | 95                    | 1900                  | IIIa5 318                  | 185-018               |                       |                       |
| Weitzer/Arad           | 96                    | 1900                  | IIIa5 319                  | 185-019               |                       |                       |
| Weitzer/Arad           | 97                    | 1900                  | IIIa5 320                  | 185-020               |                       |                       |
| Weitzer/Arad           | 98                    | 1900                  | IIIa5 321                  | 185-021               |                       |                       |
| Weitzer/Arad           | 99                    | 1900                  | IIIa5 322                  |                       |                       | vor 1932              |
| Weitzer/Arad           | 100                   | 1900                  | IIIa5 323                  |                       |                       | vor 1932              |
| Weitzer/Arad           | 101                   | 1900                  | IIIa5 324                  | 185-024               |                       |                       |
| Weitzer/Arad           | 102                   | 1900                  | IIIa5 325                  | 185-025               |                       |                       |
| Krauss/Linz            | 4487                  | 1901                  | IIIa5 326                  | 185-026               |                       |                       |
| Krauss/Linz            | 4488                  | 1901                  | IIIa5 327                  | 185-027               |                       |                       |
| Krauss/Linz            | 4489                  | 1901                  | IIIa5 328                  | 185-028               |                       |                       |
| Krauss/Linz            | 4490                  | 1901                  | IIIa5 329                  | 185-029               |                       |                       |
| Krauss/Linz            | 4491                  | 1901                  | IIIa5 330                  | 185-030               |                       |                       |
| Krauss/Linz            | 4492                  | 1901                  | IIIa5 331                  | 185-031               |                       |                       |
| Krauss/Linz            | 4632                  | 1901                  | IIIa5 332                  | 185-032               |                       |                       |
| Krauss/Linz            | 4633                  | 1901                  | IIIa5 333                  | 185-033               |                       |                       |
| Krauss/Linz            | 4634                  | 1901                  | IIIa5 334                  | 185-034               |                       |                       |
| Krauss/Linz            | 4635                  | 1901                  | IIIa5 335                  | 185-035               |                       |                       |
| Weitzer/Arad           | 103                   | 1901                  | IIIa5 336                  | 185-036               |                       |                       |
| Weitzer/Arad           | 104                   | 1901                  | IIIa5 337                  | 185-037               |                       |                       |
| Weitzer/Arad           | 105                   | 1901                  | IIIa5 338                  | 185-038               |                       |                       |
| Weitzer/Arad           | 106                   | 1901                  | IIIa5 339                  | 185-039               |                       |                       |
| Weitzer/Arad           | 107                   | 1901                  | IIIa5 340                  | 185-040               |                       |                       |
| Weitzer/Arad           | 108                   | 1901                  | IIIa5 341                  | 185-041               |                       |                       |
| Weitzer/Arad           | 109                   | 1901                  | IIIa5 342                  | 185-022               |                       |                       |
| Weitzer/Arad           | 110                   | 1901                  | IIIa5 343                  | 185-023               |                       |                       |
| Weitzer/Arad           | 111                   | 1901                  | IIIa5 344                  |                       |                       |                       |
| Weitzer/Arad           | 112                   | 1901                  | IIIa5 345                  | 185-003               |                       |                       |
| Zweite Serie (JDŽ 186) |                       |                       |                            |                       |                       |                       |
| Krauss/Linz            | 4650                  | 1901                  | IIIa5 801                  | 186-001               | FS                    |                       |
| Krauss/Linz            | 4651                  | 1901                  | IIIa5 802                  | 186-002               | 1939 Lajkovac         |                       |
| Krauss/Linz            | 4652                  | 1901                  | IIIa5 803                  | 186-003               | HDŽ → JDŽ             | 1949                  |
| Krauss/Linz            | 4653                  | 1901                  | IIIa5 804                  | 186-004               | 1939 Lajkovac         |                       |
| Krauss/Linz            | 4654                  | 1901                  | IIIa5 805                  | 186-005               | 1939 Lajkovac         |                       |
| Krauss/Linz            | 4655                  | 1901                  | IIIa5 806                  | 186-006               | 1939 Lajkovac         |                       |
| Krauss/Linz            | 4656                  | 1902                  | IIIa5 807                  | 186-007               | HDŽ → JDŽ             | 1949                  |
| MÁVAG                  | 1760                  | 1904                  | IIIa5 808                  | 186-008               | HDŽ → JDŽ             | 1949                  |
| MÁVAG                  | 1761                  | 1904                  | IIIa5 809                  | 186-009               | HDŽ → JDŽ             |                       |
| MÁVAG                  | 1762                  | 1904                  | IIIa5 810                  | 186-010               | HDŽ → JDŽ             | 1949                  |
| MÁVAG                  | 1763                  | 1904                  | IIIa5 811                  | 186-011               | 1939 Lajkovac         |                       |

| Bahngesellschaft                                      | Bahngesellschaft                              | Zeitraum      |
| ----------------------------------------------------- | --------------------------------------------- | ------------- |
| BHStB                                                 | Bosnisch-Herzegowinische Staatsbahnen         | 1895 bis 1908 |
| BHLB                                                  | Bosnisch-Herzegowinische Landesbahnen         | 1908 bis 1918 |
| SHS                                                   | Železnice Kraljevine Srba, Hrvata i Slovenaca | 1918 bis 1929 |
| JDŽ                                                   | Jugoslovenske Državne Železnice               | 1929 bis 1954 |
| HDŽ                                                   | Hrvatske Državne Železnice                    | 1941 bis 1945 |
| JŽ                                                    | Jugoslovenske Železnice                       | 1954 bis 1991 |
| Die Umzeichnung von SHS auf JDŽ fand erst 1933 statt. |                                               |               |